# Zealanapis montana
Zealanapis montana är en spindelart som beskrevs av Norman I. Platnick och Forster 1989. Zealanapis montana ingår i släktet Zealanapis och familjen Anapidae. Inga underarter finns listade i Catalogue of Life.